# Campeonato Brasileiro de Fórmula 4 de 2024
A BRB Fórmula 4 Brasil de 2024 é a terceira temporada da Fórmula 4 Brasil. É organizada pela CBA e regulamentada pela FIA, conta com o suporte da Vicar na elaboração do campeonato, feitas pelas equipes da Stock Car Pro Series.
Assim como as outras 'Fórmulas' 4 ao redor do mundo, esta edição da F4 brasileira seguiu usando chassis Tatuus F4 T-021, motores da Abarth-Autotecnica 414TF 1.4L, com 176 hp e pneus de exclusividade da Pirelli.
O piloto da Bassani Racing, Matheus Comparatto, se sagrou campeão de pilotos após ficar em quarto lugar na corrida 2 da última rodada em Interlagos. O campeão dentre os estreantes foi Ethan Nobels da Cavaleiro Sports, e o título de construtores foi para a TMG Racing.

## Equipes e pilotos
Todas as equipes pré-selecionadas foram inscritas no Brasil. Não houve sorteio na atribuição dos pilotos às equipes.
| Equipe           | Nº  | Piloto              | Classe | Rodadas |
| ---------------- | --- | ------------------- | ------ | ------- |
| Cavaleiro Sports | 1   | Alceu Feldmann Neto | E      | 5, 7–8  |
| Cavaleiro Sports | 7   | Rogério Grotta      | E      | 1–8     |
| Cavaleiro Sports | 9   | Lucca Zucchini      |        | 1–8     |
| Cavaleiro Sports | 12  | Ethan Nobels        | E      | 1–8     |
| Cavaleiro Sports | 27  | João Pedro Souza    | E      | 1–8     |
| Bassani Racing   | 1   | Alceu Feldmann Neto | E      | 4       |
| Bassani Racing   | 16  | Alexander Jacoby    | E      | 8       |
| Bassani Racing   | 48  | Gino Trappa         | E      | 1–8     |
| Bassani Racing   | 55  | Murilo Rocha        | E      | 7–8     |
| Bassani Racing   | 98  | Cecília Rabelo      |        | 1–8     |
| Bassani Racing   | 118 | Matheus Comparatto  |        | 1–8     |
| TMG Racing       | 18  | Rafaela Ferreira    |        | 1–8     |
| TMG Racing       | 21  | Álvaro Cho          |        | 1, 3–8  |
| TMG Racing       | 30  | Guilherme Favarete  | E      | 1–4     |
| TMG Racing       | 37  | Filippo Fiorentino  |        | 2, 6–8  |
| TMG Racing       | 71  | Ciro Sobral         | E      | 1–8     |
| TMG Racing       | 88  | Arthur Pavie        |        | 3–8     |
| TMG Racing       | 00  | Celo Hahn           | E      | 6–8     |

| Ícone | Classe    |
| ----- | --------- |
| E     | Estreante |

## Calendário
O cronograma foi revelado em 1º de dezembro de 2023. A maior parte das etapas ocorreram paralelamente aos eventos de apoio às provas da Stock Car Pro Series de 2024, exceto uma, que serviu como apoio ao  Grande Prêmio de São Paulo de Fórmula 1. Pela primeira vez na história do campeonato, uma etapa foi realizada fora do Brasil, sendo esta na Argentina. Em 25 de setembro de 2024, foi anunciado que a segunda rodada de Goiânia substituiu a rodada planejada no Autódromo Brasília BRB.

### Etapas
| Etapa  | Local             | Data                | Circuito                             |
| ------ | ----------------- | ------------------- | ------------------------------------ |
| 1      | Mogi Guaçu, SP    | 23 e 24 de março    | Autódromo Velo Città                 |
| 2      | São Paulo, SP     | 20 e 21 de abril    | Autódromo de Interlagos              |
| 3      | Mogi Guaçu, SP    | 29 e 30 de junho    | Autódromo Velo Città                 |
| 4      | Goiânia, GO       | 27 e 28 de julho    | Autódromo Internacional Ayrton Senna |
| 5      | Buenos Aires, ARG | 4 a 6 de outubro    | Autódromo Oscar y Juan Gálvez        |
| 6      | São Paulo, SP     | 2 e 3 de novembro   | Autódromo de Interlagos              |
| 7      | Goiânia, GO       | 23 e 24 de novembro | Autódromo Internacional Ayrton Senna |
| 8      | São Paulo, SP     | 12 a 14 de dezembro | Autódromo de Interlagos              |
| Fonte: |                   |                     |                                      |

## Resultados

### Resumo da temporada
Ao todo, foram seis rodadas triplas ao longo da temporada, totalizando 18 corridas – cada etapa teve duas corridas aos sábados e uma aos domingos. As Corridas 1 e 3 possuem duração de 25 minutos + 1 volta, enquanto a Corrida 2 possui duração de 18 minutos + 1 volta.
| Rodada | Rodada | Circuito                                      | Data           | Pole Position                                                                       | Volta mais rápida                                                                   | Piloto vencedor(a)                                                                  | Equipe vencedora                                                                    | Estreante vencedor                                                                  |
| ------ | ------ | --------------------------------------------- | -------------- | ----------------------------------------------------------------------------------- | ----------------------------------------------------------------------------------- | ----------------------------------------------------------------------------------- | ----------------------------------------------------------------------------------- | ----------------------------------------------------------------------------------- |
| 1      | R1     | Autódromo Velo Città, Mogi Guaçu              | 23 de março    | Álvaro Cho                                                                          | Álvaro Cho                                                                          | Álvaro Cho                                                                          | TMG Racing                                                                          | Ethan Nobels                                                                        |
| 1      | R2     | Autódromo Velo Città, Mogi Guaçu              | 23 de março    |                                                                                     | Ethan Nobels                                                                        | Ethan Nobels                                                                        | Cavaleiro Sports                                                                    | Ethan Nobels                                                                        |
| 1      | R3     | Autódromo Velo Città, Mogi Guaçu              | 24 de março    | Álvaro Cho                                                                          | Álvaro Cho                                                                          | Matheus Comparatto                                                                  | Bassani Racing                                                                      | Gino Trappa                                                                         |
| 2      | R1     | Autódromo de Interlagos, São Paulo            | 20 de abril    | Rafaela Ferreira                                                                    | Rafaela Ferreira                                                                    | Filippo Fiorentino                                                                  | TMG Racing                                                                          | Ethan Nobels                                                                        |
| 2      | R2     | Autódromo de Interlagos, São Paulo            | 20 de abril    |                                                                                     | Rafaela Ferreira                                                                    | Gino Trappa                                                                         | Bassani Racing                                                                      | Gino Trappa                                                                         |
| 2      | R3     | Autódromo de Interlagos, São Paulo            | 21 de abril    | Rafaela Ferreira                                                                    | Matheus Comparatto                                                                  | Matheus Comparatto                                                                  | Bassani Racing                                                                      | Ethan Nobels                                                                        |
| 3      | R1     | Autódromo Velo Città, Mogi Guaçu              | 29 de junho    | Matheus Comparatto                                                                  | Arthur Pavie                                                                        | Matheus Comparatto                                                                  | Bassani Racing                                                                      | Ethan Nobels                                                                        |
| 3      | R2     | Autódromo Velo Città, Mogi Guaçu              | 29 de junho    |                                                                                     | Arthur Pavie                                                                        | Rafaela Ferreira                                                                    | TMG Racing                                                                          | Ethan Nobels                                                                        |
| 3      | R3     | Autódromo Velo Città, Mogi Guaçu              | 30 de junho    | Álvaro Cho                                                                          | Arthur Pavie                                                                        | Álvaro Cho                                                                          | TMG Racing                                                                          | Ethan Nobels                                                                        |
| 4      | R1     | Autódromo Internacional Ayrton Senna, Goiânia | 27 de julho    | Arthur Pavie                                                                        | Álvaro Cho                                                                          | Álvaro Cho                                                                          | TMG Racing                                                                          | Gino Trappa                                                                         |
| 4      | R2     | Autódromo Internacional Ayrton Senna, Goiânia | 27 de julho    |                                                                                     | Arthur Pavie                                                                        | Ethan Nobels                                                                        | Cavaleiro Sports                                                                    | Ethan Nobels                                                                        |
| 4      | R3     | Autódromo Internacional Ayrton Senna, Goiânia | 28 de julho    | Arthur Pavie                                                                        | Rogério Grotta                                                                      | Arthur Pavie                                                                        | TMG Racing                                                                          | Ciro Sobral                                                                         |
| 5      | R1     | Autódromo Oscar y Juan Gálvez, Buenos Aires   | 4 de outubro   | Arthur Pavie                                                                        | Arthur Pavie                                                                        | Arthur Pavie                                                                        | TMG Racing                                                                          | Ethan Nobels                                                                        |
| 5      | R2     | Autódromo Oscar y Juan Gálvez, Buenos Aires   | 5 de outubro   |                                                                                     | Rogério Grotta                                                                      | Rafaela Ferreira                                                                    | TMG Racing                                                                          | Rogério Grotta                                                                      |
| 5      | R3     | Autódromo Oscar y Juan Gálvez, Buenos Aires   | 6 de outubro   | Ethan Nobels                                                                        | Gino Trappa                                                                         | Ethan Nobels                                                                        | Cavaleiro Sports                                                                    | Ethan Nobels                                                                        |
| 6      | R1     | Autódromo de Interlagos, São Paulo            | 2 de novembro  | Ethan Nobels                                                                        | Gino Trappa                                                                         | Matheus Comparatto                                                                  | Bassani Racing                                                                      | João Pedro Souza                                                                    |
| 6      | R2     | Autódromo de Interlagos, São Paulo            | 2 de novembro  | corrida cancelada por conta das condições climáticas, remarcada para 12 de dezembro | corrida cancelada por conta das condições climáticas, remarcada para 12 de dezembro | corrida cancelada por conta das condições climáticas, remarcada para 12 de dezembro | corrida cancelada por conta das condições climáticas, remarcada para 12 de dezembro | corrida cancelada por conta das condições climáticas, remarcada para 12 de dezembro |
| 6      | R3     | Autódromo de Interlagos, São Paulo            | 3 de novembro  | Ethan Nobels                                                                        | Álvaro Cho                                                                          | Álvaro Cho                                                                          | TMG Racing                                                                          | Ethan Nobels                                                                        |
| 7      | R1     | Autódromo Internacional Ayrton Senna, Goiânia | 23 de novembro | Matheus Comparatto                                                                  | Gino Trappa                                                                         | Álvaro Cho                                                                          | TMG Racing                                                                          | Gino Trappa                                                                         |
| 7      | R2     | Autódromo Internacional Ayrton Senna, Goiânia | 23 de novembro |                                                                                     | Arthur Pavie                                                                        | Lucca Zucchini                                                                      | Cavaleiro Sports                                                                    | Gino Trappa                                                                         |
| 7      | R3     | Autódromo Internacional Ayrton Senna, Goiânia | 24 de novembro | Matheus Comparatto                                                                  | Matheus Comparatto                                                                  | Matheus Comparatto                                                                  | Bassani Racing                                                                      | Ethan Nobels                                                                        |
| 8      | R2     | Autódromo de Interlagos, São Paulo            | 12 de dezembro |                                                                                     | Filippo Fiorentino                                                                  | Rafaela Ferreira                                                                    | TMG Racing                                                                          | Ethan Nobels                                                                        |
| 8      | R1     | Autódromo de Interlagos, São Paulo            | 13 de dezembro | Matheus Comparatto                                                                  | Gino Trappa                                                                         | Álvaro Cho                                                                          | TMG Racing                                                                          | João Pedro Souza                                                                    |
| 8      | R2     | Autódromo de Interlagos, São Paulo            | 14 de dezembro |                                                                                     | Gino Trappa                                                                         | Rogério Grotta                                                                      | Cavaleiro Sports                                                                    | Rogério Grotta                                                                      |
| 8      | R3     | Autódromo de Interlagos, São Paulo            | 14 de dezembro | Álvaro Cho                                                                          | Gino Trappa                                                                         | Álvaro Cho                                                                          | TMG Racing                                                                          | Gino Trappa                                                                         |

### Sistema de pontuação
- Corrida 1: Terá o padrão de pontuação da Fórmula 1. Na classificação valerá a segunda volta mais rápida obtida no treino classificatório.
- Corrida 2: Inversão dos 8 primeiros colocados da Corrida 1.
- Corrida 3: Terá o padrão de pontuação da F1 Na classificação, valerá a volta mais rápida obtida no treino classificatório.
- Bônus: Volta mais rápida de cada uma das corridas: 1 ponto
- Volta mais rápida na classificação: 2 pontos[17]

#### Grandes prêmios
| Posição                 | 1.º | 2.º | 3.º | 4.º | 5.º | 6.º | 7.º | 8.º | 9.º | 10.º | VR |
| Classificação           | 2   |     |     |     |     |     |     |     |     |      |    |
| Pontos (corrida 2)      | 15  | 12  | 10  | 8   | 6   | 4   | 2   | 1   |     |      | 1  |
| Pontos (corridas 1 e 3) | 25  | 18  | 15  | 12  | 10  | 8   | 6   | 4   | 2   | 1    | 1  |

## Classificação

### Classificação dos pilotos
| Pos. | Piloto              | MGG1 | MGG1 | MGG1 | INT1 | INT1 | INT1 | MGG2 | MGG2 | MGG2 | GOI1 | GOI1 | GOI1 | BUA | BUA | BUA | INT2 | INT2 | INT2 | GOI2 | GOI2 | GOI2 | INT3 | INT3 | INT3 | INT3 | Pts. |
| ---- | ------------------- | ---- | ---- | ---- | ---- | ---- | ---- | ---- | ---- | ---- | ---- | ---- | ---- | --- | --- | --- | ---- | ---- | ---- | ---- | ---- | ---- | ---- | ---- | ---- | ---- | ---- |
| 1    | Matheus Comparatto  | 4    | 8    | 1    | 4    | 2    | 1    | 1    | 4    | 3    | 2    | 5    | 3    | 3   | 10† | 8   | 1    | C    | DSQ  | 3    | 6    | 1    | 2    | 2    | 4    | 2    | 337  |
| 2    | Álvaro Cho          | 1    | 3    | 10   |      |      |      | 6    | 2    | 1    | 1    | 2    | 2    | 4   | 4   | 3   | 6    | C    | 1    | 1    | 8    | 2    | Ret  | 1    | 9    | 1    | 307  |
| 3    | Ethan Nobels        | 5    | 1    | 11   | 5    | 5    | 2    | 3    | 3    | 4    | 7    | 1    | 10   | 2   | 9   | 1   | Ret  | C    | 2    | 4    | 7    | 4    | 4    | 5    | 5    | 8    | 238  |
| 4    | Rafaela Ferreira    | 3    | 7    | 2    | 2    | 8    | 9    | 8    | 1    | 8    | 3    | 8    | 5    | 7   | 1   | 2   | 7    | C    | 7    | 7    | 2    | 5    | 1    | 7    | 2    | 7    | 222  |
| 5    | Gino Trappa         | 11   | 9    | 3    | 7    | 1    | 3    | 4    | 5    | 7    | 5    | 4    | 9    | Ret | 5   | 11  | 3    | C    | Ret  | 2    | 4    | 8    | Ret  | 6    | 3    | 4    | 182  |
| 6    | Arthur Pavie        |      |      |      |      |      |      | 2    | 6    | 2    | 11   | 7    | 1    | 1   | Ret | 12  | Ret  | C    | 3    | 5    | 5    | 3    | 3    | 4    | 7    | 6    | 175  |
| 7    | Rogério Grotta      | 7    | 5    | 4    | 6    | 3    | 5    | 9    | 9    | 9    | Ret  | 11   | 8    | 6   | 2   | 4   | 4    | C    | 6    | 13†  | 10   | 12   | 6    | 8    | 1    | 5    | 145  |
| 8    | Lucca Zucchini      | 2    | 6    | 8    | 3    | Ret  | 10   | 7    | 7    | Ret  | 4    | 12   | 4    | Ret | 7   | 7   | 8    | C    | 4    | 8    | 1    | 11   | Ret  | 10   | 8    | 13   | 117  |
| 9    | Ciro Sobral         | 8    | 2    | 5    | 8    | 6    | 4    | 12   | Ret  | 5    | 6    | 3    | 6    | 5   | 3   | 9   | 9    | C    | 9    | 9    | 11   | 13   | Ret  | 11   | 12   | 11   | 109  |
| 10   | Filippo Fiorentino  |      |      |      | 1    | 4    | Ret  |      |      |      |      |      |      |     |     |     | 5    | C    | 5    | 6    | 3    | 6    | 5    | 9    | 6    | 3    | 103  |
| 11   | João Pedro Souza    | 10   | 10   | 6    | Ret  | 9    | 7    | 11   | 8    | 10   | 8    | Ret  | 12   | 10  | 8   | 5   | 2    | C    | 8    | 11   | Ret  | Ret  | 7    | 3    | 11   | 14   | 70   |
| 12   | Guilherme Favarete  | 9    | Ret  | 7    | Ret  | 10†  | 6    | 5    | Ret  | 6    | Ret  | 6    | 7    |     |     |     |      |      |      |      |      |      |      |      |      |      | 44   |
| 13   | Cecília Rabelo      | 6    | 4    | 9    | 9    | 7    | 8    | 10   | Ret  | Ret  | 10   | 9    | 11   | 9   | Ret | 6   | 11   | C    | Ret  | 10   | 9    | 10   | Ret  | 15   | DSQ  | 12   | 40   |
| 14   | Alceu Feldmann Neto |      |      |      |      |      |      |      |      |      | 9    | 10   | 13   | 8   | 6   | 10  |      |      |      | 12   | 13   | 9    |      | 12   | 15   | Ret  | 13   |
| 15   | Celo Hahn           |      |      |      |      |      |      |      |      |      |      |      |      |     |     |     | 10   | C    | DNS  | Ret  | 12   | 7    | 8    | 14   | 13   | 10   | 9    |
| 16   | Murilo Rocha        |      |      |      |      |      |      |      |      |      |      |      |      |     |     |     |      |      |      | WD   | WD   | WD   |      | 16   | 14   | 9    | 2    |
| 17   | Alexander Jacoby    |      |      |      |      |      |      |      |      |      |      |      |      |     |     |     |      |      |      |      |      |      |      | WO   | 9    | Ret  | 2    |

| Cor      | Resultado                      |
| -------- | ------------------------------ |
| Ouro     | Vencedor                       |
| Prata    | 2º lugar                       |
| Bronze   | 3º lugar                       |
| Verde    | Terminou, nos pontos           |
| Azul     | Terminou, sem pontos           |
| Azul     | Terminou, sem classificar (NC) |
| Púrpura  | Retirou-se (Ret)               |
| Vermelho | Não qualificado (NQ)           |
| Vermelho | Não pré-qualificado (NPQ)      |
| Preto    | Desqualificado (DSQ)           |
| Branco   | Não largou (NL)                |
| Branco   | Desistência (WD)               |
| Branco   | Corrida cancelada (C)          |
| Sem cor  | Não participou (NP)            |
| Sem cor  | Excluído (EX)                  |

### Campeonato de estreantes
| Pos. | Piloto              | MGG1 | MGG1 | MGG1 | INT1 | INT1 | INT1 | MGG2 | MGG2 | MGG2 | GOI1 | GOI1 | GOI1 | BUA | BUA | BUA | INT2 | INT2 | INT2 | GOI2 | GOI2 | GOI2 | INT3 | INT3 | INT3 | INT3 | Pts. |
| ---- | ------------------- | ---- | ---- | ---- | ---- | ---- | ---- | ---- | ---- | ---- | ---- | ---- | ---- | --- | --- | --- | ---- | ---- | ---- | ---- | ---- | ---- | ---- | ---- | ---- | ---- | ---- |
| 1    | Ethan Nobels        | 1    | 1    | 6    | 1    | 3    | 1    | 1    | 1    | 1    | 3    | 1    | 5    | 1   | 6   | 1   | Ret  | C    | 1    | 2    | 2    | 1    | 1    | 2    | 3    | 3    | 379  |
| 2    | Gino Trappa         | 6    | 4    | 1    | 3    | 1    | 2    | 2    | 2    | 4    | 1    | 3    | 4    | Ret | 3   | 6   | 2    | C    | Ret  | 1    | 1    | 3    | Ret  | 3    | 2    | 1    | 276  |
| 3    | Rogério Grotta      | 2    | 3    | 2    | 2    | 2    | 4    | 4    | 4    | 5    | Ret  | 6    | 3    | 3   | 1   | 2   | 3    | C    | 2    | 6†   | 3    | 5    | 2    | 4    | 1    | 2    | 261  |
| 4    | Ciro Sobral         | 3    | 2    | 3    | 4    | 4    | 3    | 6    | Ret  | 2    | 2    | 2    | 1    | 2   | 2   | 4   | 4    | C    | 4    | 3    | 4    | 6    | Ret  | 5    | 6    | 6    | 260  |
| 5    | João Pedro Souza    | 5    | 5    | 4    | Ret  | 5    | 6    | 5    | 3    | 6    | 4    | Ret  | 6    | 5   | 5   | 3   | 1    | C    | 3    | 4    | Ret  | Ret  | 3    | 1    | 5    | 7    | 183  |
| 6    | Guilherme Favarete  | 4    | Ret  | 5    | Ret  | 6†   | 5    | 3    | Ret  | 3    | Ret  | 4    | 2    |     |     |     |      |      |      |      |      |      |      |      |      |      | 93   |
| 7    | Alceu Feldmann Neto |      |      |      |      |      |      |      |      |      | 5    | 5    | 7    | 4   | 4   | 5   |      |      |      | 5    | 6    | 4    |      | 6    | 9    | Ret  | 78   |
| 8    | Celo Hahn           |      |      |      |      |      |      |      |      |      |      |      |      |     |     |     | 5    | C    | DNS  | Ret  | 5    | 2    | 4    | 8    | 7    | 5    | 42   |
| 9    | Murilo Rocha        |      |      |      |      |      |      |      |      |      |      |      |      |     |     |     |      |      |      |      |      |      |      | 9    | 8    | 4    |      |
| 10   | Alexander Jacoby    |      |      |      |      |      |      |      |      |      |      |      |      |     |     |     |      |      |      |      |      |      |      | 7    | 4    | Ret  |      |

### Campeonato de equipes
Cada equipe adquire os pontos conquistados pelos seus dois melhores pilotos em cada corrida.
| Pos. | Equipe           | MGG1 | MGG1 | MGG1 | INT1 | INT1 | INT1 | MGG2 | MGG2 | MGG2 | GOI1 | GOI1 | GOI1 | BUA | BUA | BUA | INT2 | INT2 | INT2 | GOI2 | GOI2 | GOI2 | INT3 | INT3 | INT3 | INT3 | Pontos |
| ---- | ---------------- | ---- | ---- | ---- | ---- | ---- | ---- | ---- | ---- | ---- | ---- | ---- | ---- | --- | --- | --- | ---- | ---- | ---- | ---- | ---- | ---- | ---- | ---- | ---- | ---- | ------ |
| 1    | TMG Racing       | 1    | 2    | 2    | 1    | 4    | 4    | 2    | 1    | 1    | 1    | 2    | 1    | 1   | 1   | 2   | 5    | C    | 1    | 1    | 2    | 2    | 1    | 1    | 2    | 1    | 647    |
| 1    | TMG Racing       | 3    | 3    | 5    | 2    | 6    | 6    | 5    | 2    | 2    | 3    | 3    | 2    | 4   | 3   | 3   | 6    | C    | 3    | 5    | 3    | 3    | 3    | 4    | 6    | 3    | 647    |
| 2    | Bassani Racing   | 4    | 4    | 1    | 4    | 1    | 1    | 1    | 4    | 3    | 2    | 4    | 3    | 3   | 5   | 6   | 1    | C    | Ret  | 2    | 4    | 1    | 2    | 2    | 3    | 2    | 452    |
| 2    | Bassani Racing   | 6    | 8    | 3    | 7    | 2    | 3    | 4    | 5    | 7    | 5    | 5    | 9    | 9   | 10  | 8   | 3    | C    | Ret  | 3    | 6    | 8    | Ret  | 6    | 4    | 4    | 452    |
| 3    | Cavaleiro Sports | 2    | 1    | 4    | 3    | 3    | 2    | 3    | 3    | 4    | 4    | 1    | 4    | 2   | 2   | 1   | 2    | C    | 2    | 4    | 1    | 4    | 4    | 3    | 1    | 5    | 439    |
| 3    | Cavaleiro Sports | 5    | 5    | 6    | 5    | 5    | 5    | 7    | 7    | 9    | 7    | 11   | 8    | 6   | 6   | 4   | 4    | C    | 4    | 8    | 7    | 9    | 6    | 5    | 5    | 8    | 439    |

## Transmissão
As corridas são transmitidas no canal do YouTube da categoria, e também no canal a cabo BandSports e no Motorsport.tv Brasil.

## Links externos
- Sítio oficial
- F4 Brasil no YouTube